# Juventud de Izquierda (China)
La Juventud de Izquierda (左翼青年) es una comunidad juvenil china conocida por las protestas por los derechos de los trabajadores de Shenzhen Jasic de 2018.
Los jóvenes de izquierda de China son principalmente jóvenes estudiantes universitarios nacidos en la década de 1990, y son una minoría muy pequeña entre los estudiantes universitarios chinos. Estos estudiantes suelen estar organizados en nombre de clubes de lectura y sociedades de estudiantes, que se encuentran en las principales universidades, con diferentes tamaños y nombres. Lo que estas organizaciones estudiantiles tienen en común es que se oponen al marxismo como ideología oficial de China y defienden la "revolución rebelde" del marxismo.
Una figura clave de la comunidad es Yue Xin.